# 도시의 사냥꾼
"도시의 사냥꾼" 은 1979년에 개봉한 대한민국의 영화이다.

## 캐스팅
- 정윤희
- 신성일
- 이대근
- 김정하